# Interlands Welsh voetbalelftal 2020-2029
Deze pagina toont een chronologisch en gedetailleerd overzicht van de interlands die het Welsh voetbalelftal speelt en heeft gespeeld in de periode 2020 – 2029.

## Interlands

### 2020
|                                                                                     |         |                   |       |                                                                                  |
| 3 september UEFA Nations League Groep B4 № 662 «onderlinge duels» 21:45 uur (UTC+3) | Finland | 0 – 1             | Wales | Olympisch Stadion, Helsinki Toeschouwers: 0 Scheidsrechter: Daniel Siebert (GER) |
| 3 september UEFA Nations League Groep B4 № 662 «onderlinge duels» 21:45 uur (UTC+3) |         | 80' Kieffer Moore |       | Olympisch Stadion, Helsinki Toeschouwers: 0 Scheidsrechter: Daniel Siebert (GER) |

|                                                                                     |                     |       |           |                                                                                     |
| 6 september UEFA Nations League Groep B4 № 663 «onderlinge duels» 14:00 uur (UTC+1) | Wales               | 1 – 0 | Bulgarije | Cardiff City Stadium, Cardiff Toeschouwers: 0 Scheidsrechter: Fábio Veríssimo (POR) |
| 6 september UEFA Nations League Groep B4 № 663 «onderlinge duels» 14:00 uur (UTC+1) | Neco Williams 90+4' |       |           | Cardiff City Stadium, Cardiff Toeschouwers: 0 Scheidsrechter: Fábio Veríssimo (POR) |

|                                                                        |                                                          |       |       |                                                                            |
| 8 oktober Vriendschappelijk № 664 «onderlinge duels» 20:00 uur (UTC+1) | Engeland                                                 | 3 – 0 | Wales | Wembley Stadium, Londen Toeschouwers: 0 Scheidsrechter: Bobby Madden (SCO) |
| 8 oktober Vriendschappelijk № 664 «onderlinge duels» 20:00 uur (UTC+1) | Dominic Calvert-Lewin 26' Conor Coady 53' Danny Ings 63' |       |       | Wembley Stadium, Londen Toeschouwers: 0 Scheidsrechter: Bobby Madden (SCO) |

|                                                                                    |         |       |       |                                                                                    |
| 11 oktober UEFA Nations League Groep B4 № 665 «onderlinge duels» 14:00 uur (UTC+1) | Ierland | 0 – 0 | Wales | Avivastadion, Dublin Toeschouwers: 0 Scheidsrechter: Anastasios Sidiropoulos (GRE) |
| 11 oktober UEFA Nations League Groep B4 № 665 «onderlinge duels» 14:00 uur (UTC+1) |         |       |       | Avivastadion, Dublin Toeschouwers: 0 Scheidsrechter: Anastasios Sidiropoulos (GRE) |

|                                                                                    |           |                       |       |                                                                                             |
| 14 oktober UEFA Nations League Groep B4 № 666 «onderlinge duels» 21:45 uur (UTC+3) | Bulgarije | 0 – 1                 | Wales | Vasil Levski Nationaal Stadion, Sofia Toeschouwers: 478 Scheidsrechter: Aliyar Ağayev (AZE) |
| 14 oktober UEFA Nations League Groep B4 № 666 «onderlinge duels» 21:45 uur (UTC+3) |           | 85' Jonathan Williams |       | Vasil Levski Nationaal Stadion, Sofia Toeschouwers: 478 Scheidsrechter: Aliyar Ağayev (AZE) |

|                                                                        |       |       |                  |                                                                           |
| 12 november Vriendschappelijk № 667 «onderlinge duels» 19:45 uur (UTC) | Wales | 0 – 0 | Verenigde Staten | Liberty Stadium, Swansea Toeschouwers: 0 Scheidsrechter: Nick Walsh (SCO) |
| 12 november Vriendschappelijk № 667 «onderlinge duels» 19:45 uur (UTC) |       |       |                  | Liberty Stadium, Swansea Toeschouwers: 0 Scheidsrechter: Nick Walsh (SCO) |

|                                                                                   |                  |       |         |                                                                                    |
| 15 november UEFA Nations League Groep B4 № 668 «onderlinge duels» 17:00 uur (UTC) | Wales            | 1 – 0 | Ierland | Cardiff City Stadium, Cardiff Toeschouwers: 0 Scheidsrechter: Petr Ardeleánu (CZE) |
| 15 november UEFA Nations League Groep B4 № 668 «onderlinge duels» 17:00 uur (UTC) | David Brooks 67' |       |         | Cardiff City Stadium, Cardiff Toeschouwers: 0 Scheidsrechter: Petr Ardeleánu (CZE) |

|                                                                                   |                                                     |       |                 |                                                                                       |
| 18 november UEFA Nations League Groep B4 № 669 «onderlinge duels» 19:45 uur (UTC) | Wales                                               | 3 – 1 | Finland         | Cardiff City Stadium, Cardiff Toeschouwers: 0 Scheidsrechter: Jesús Gil Manzano (ESP) |
| 18 november UEFA Nations League Groep B4 № 669 «onderlinge duels» 19:45 uur (UTC) | Harry Wilson 29' Daniel James 46' Kieffer Moore 84' |       | 63' Teemu Pukki | Cardiff City Stadium, Cardiff Toeschouwers: 0 Scheidsrechter: Jesús Gil Manzano (ESP) |

### 2021
|                                                                             |                                                                 |       |                  |                                                                                            |
| 24 maart WK-kwalificatie Groep E № 670 «onderlinge duels» 20:45 uur (UTC+1) | België                                                          | 3 – 1 | Wales            | King Power at Den Dreef Stadion, Leuven Toeschouwers: 0 Scheidsrechter: Cüneyt Çakır (TUR) |
| 24 maart WK-kwalificatie Groep E № 670 «onderlinge duels» 20:45 uur (UTC+1) | Kevin De Bruyne 22' Thorgan Hazard 28' Romelu Lukaku 73' (pen.) |       | 11' Harry Wilson | King Power at Den Dreef Stadion, Leuven Toeschouwers: 0 Scheidsrechter: Cüneyt Çakır (TUR) |

|                                                                     |                   |       |        |                                                                                |
| 27 maart Vriendschappelijk № 671 «onderlinge duels» 20:00 uur (UTC) | Wales             | 1 – 0 | Mexico | Cardiff City Stadium, Cardiff Toeschouwers: 0 Scheidsrechter: Ian McNabb (NIR) |
| 27 maart Vriendschappelijk № 671 «onderlinge duels» 20:00 uur (UTC) | Kieffer Moore 11' |       |        | Cardiff City Stadium, Cardiff Toeschouwers: 0 Scheidsrechter: Ian McNabb (NIR) |

|                                                                             |                  |       |          |                                                                                    |
| 30 maart WK-kwalificatie Groep E № 672 «onderlinge duels» 19:45 uur (UTC+1) | Wales            | 1 – 0 | Tsjechië | Cardiff City Stadium, Cardiff Toeschouwers: 0 Scheidsrechter: Ovidiu Haţegan (ROU) |
| 30 maart WK-kwalificatie Groep E № 672 «onderlinge duels» 19:45 uur (UTC+1) | Daniel James 82' |       |          | Cardiff City Stadium, Cardiff Toeschouwers: 0 Scheidsrechter: Ovidiu Haţegan (ROU) |

|                                                                     |                                                             |       |       |                                                                          |
| 2 juni Vriendschappelijk № 673 «onderlinge duels» 21:05 uur (UTC+2) | Frankrijk                                                   | 3 – 0 | Wales | Allianz Riviera, Nice Toeschouwers: 0 Scheidsrechter: Luís Godinho (POR) |
| 2 juni Vriendschappelijk № 673 «onderlinge duels» 21:05 uur (UTC+2) | Kylian Mbappé 35' Antoine Griezmann 48' Ousmane Dembélé 79' |       |       | Allianz Riviera, Nice Toeschouwers: 0 Scheidsrechter: Luís Godinho (POR) |

|                                                                     |       |       |         |                                                                                    |
| 5 juni Vriendschappelijk № 674 «onderlinge duels» 17:00 uur (UTC+1) | Wales | 0 – 0 | Albanië | Cardiff City Stadium, Cardiff Toeschouwers: 6.500 Scheidsrechter: Neil Doyle (IRL) |
| 5 juni Vriendschappelijk № 674 «onderlinge duels» 17:00 uur (UTC+1) |       |       |         | Cardiff City Stadium, Cardiff Toeschouwers: 6.500 Scheidsrechter: Neil Doyle (IRL) |

| EK 2020 |
| ------- |

|                                                                         |                   |         |                  | |
| 12 juni EK-eindronde Groep A № 675 «onderlinge duels» 17:00 uur (UTC+4) | Wales             | 1 – 1   | Zwitserland      | Olympisch Stadion, Bakoe Toeschouwers: 8.782 Scheidsrechter: Clément Turpin (FRA) Video-assistent: François Letexier (FRA) |
| 12 juni EK-eindronde Groep A № 675 «onderlinge duels» 17:00 uur (UTC+4) | Kieffer Moore 74' | Verslag | 49' Breel Embolo | Olympisch Stadion, Bakoe Toeschouwers: 8.782 Scheidsrechter: Clément Turpin (FRA) Video-assistent: François Letexier (FRA) |

|                                                                         |         |         |                                       | |
| 16 juni EK-eindronde Groep A № 676 «onderlinge duels» 20:00 uur (UTC+4) | Turkije | 0 – 2   | Wales                                 | Olympisch Stadion, Bakoe Toeschouwers: 19.762 Scheidsrechter: Artur Soares Dias (POR) Video-assistent: João Pinheiro (POR) |
| 16 juni EK-eindronde Groep A № 676 «onderlinge duels» 20:00 uur (UTC+4) |         | Verslag | 42' Aaron Ramsey 90+5' Connor Roberts | Olympisch Stadion, Bakoe Toeschouwers: 19.762 Scheidsrechter: Artur Soares Dias (POR) Video-assistent: João Pinheiro (POR) |

|                                                                         |                    |         |       | |
| 20 juni EK-eindronde Groep A № 677 «onderlinge duels» 18:00 uur (UTC+2) | Italië             | 1 – 0   | Wales | Stadio Olimpico, Rome Toeschouwers: 11.541 Scheidsrechter: Ovidiu Haţegan (ROU) Video-assistent: Paweł Gil (POL) |
| 20 juni EK-eindronde Groep A № 677 «onderlinge duels» 18:00 uur (UTC+2) | Matteo Pessina 39' | Verslag |       | Stadio Olimpico, Rome Toeschouwers: 11.541 Scheidsrechter: Ovidiu Haţegan (ROU) Video-assistent: Paweł Gil (POL) |

|                                                                                |       |         |                                                                                 | |
| 26 juni EK-eindronde Achtste finale № 678 «onderlinge duels» 18:00 uur (UTC+2) | Wales | 0 – 4   | Denemarken                                                                      | Johan Cruijff ArenA, Amsterdam Toeschouwers: 14.645 Scheidsrechter: Daniel Siebert (GER) Video-assistent: Bastian Dankert (GER) |
| 26 juni EK-eindronde Achtste finale № 678 «onderlinge duels» 18:00 uur (UTC+2) |       | Verslag | 27' Kasper Dolberg 48' Kasper Dolberg 88' Joakim Mæhle 90+4' Martin Braithwaite | Johan Cruijff ArenA, Amsterdam Toeschouwers: 14.645 Scheidsrechter: Daniel Siebert (GER) Video-assistent: Bastian Dankert (GER) |

|  |  |  |  |  |  |  |  |  |

|                                                                          |         |       |       |                                                                                     |
| 1 september Vriendschappelijk № 679 «onderlinge duels» 19:00 uur (UTC+3) | Finland | 0 – 0 | Wales | Olympisch Stadion, Helsinki Toeschouwers: 4.357 Scheidsrechter: Kristo Tohver (EST) |
| 1 september Vriendschappelijk № 679 «onderlinge duels» 19:00 uur (UTC+3) |         |       |       | Olympisch Stadion, Helsinki Toeschouwers: 4.357 Scheidsrechter: Kristo Tohver (EST) |

|                                                                                |                                                |       |                                                                | |
| 5 september WK-kwalificatie Groep E № 680 «onderlinge duels» 16:00 uur (UTC+3) | Wit-Rusland                                    | 2 – 3 | Wales                                                          | Centraalstadion, Kazan Toeschouwers: 0 Scheidsrechter: Giorgi Kroeasjvili (GEO) Video-assistent: Paolo Valeri (ITA) |
| 5 september WK-kwalificatie Groep E № 680 «onderlinge duels» 16:00 uur (UTC+3) | Vital Lisakovitsj 29' (pen.) Pavel Sjadzko 31' |       | 6' (pen.) Gareth Bale 69' (pen.) Gareth Bale 90+3' Gareth Bale | Centraalstadion, Kazan Toeschouwers: 0 Scheidsrechter: Giorgi Kroeasjvili (GEO) Video-assistent: Paolo Valeri (ITA) |

|                                                                                |       |       |         | |
| 8 september WK-kwalificatie Groep E № 681 «onderlinge duels» 19:45 uur (UTC+1) | Wales | 0 – 0 | Estland | Cardiff City Stadium, Cardiff Toeschouwers: 21.624 Scheidsrechter: Ruddy Buquet (FRA) Video-assistent: Benoît Millot (FRA) |
| 8 september WK-kwalificatie Groep E № 681 «onderlinge duels» 19:45 uur (UTC+1) |       |       |         | Cardiff City Stadium, Cardiff Toeschouwers: 21.624 Scheidsrechter: Ruddy Buquet (FRA) Video-assistent: Benoît Millot (FRA) |

|                                                                              |                                       |       |                                   | |
| 8 oktober WK-kwalificatie Groep E № 682 «onderlinge duels» 20:45 uur (UTC+2) | Tsjechië                              | 2 – 2 | Wales                             | Sinobo Stadium, Praag Toeschouwers: 16.856 Scheidsrechter: Deniz Aytekin (GER) Video-assistent: Felix Zwayer (GER) |
| 8 oktober WK-kwalificatie Groep E № 682 «onderlinge duels» 20:45 uur (UTC+2) | Jakub Pešek 38' Danny Ward 49' (e.d.) |       | 36' Aaron Ramsey 69' Daniel James | Sinobo Stadium, Praag Toeschouwers: 16.856 Scheidsrechter: Deniz Aytekin (GER) Video-assistent: Felix Zwayer (GER) |

|                                                                               |         |                   |       | |
| 11 oktober WK-kwalificatie Groep E № 683 «onderlinge duels» 21:45 uur (UTC+3) | Estland | 0 – 1             | Wales | A. Le Coq Arena, Tallinn Toeschouwers: 5.118 Scheidsrechter: Sandro Schärer (SUI) Video-assistent: Fedayi San (SUI) |
| 11 oktober WK-kwalificatie Groep E № 683 «onderlinge duels» 21:45 uur (UTC+3) |         | 12' Kieffer Moore |       | A. Le Coq Arena, Tallinn Toeschouwers: 5.118 Scheidsrechter: Sandro Schärer (SUI) Video-assistent: Fedayi San (SUI) |

|                                                                              |                                                                                             |       |                      | |
| 13 november WK-kwalificatie Groep E № 684 «onderlinge duels» 19:45 uur (UTC) | Wales                                                                                       | 5 – 1 | Wit-Rusland          | Cardiff City Stadium, Cardiff Toeschouwers: 27.152 Scheidsrechter: Maurizio Mariani (ITA) Video-assistent: Michael Fabbri (ITA) |
| 13 november WK-kwalificatie Groep E № 684 «onderlinge duels» 19:45 uur (UTC) | Aaron Ramsey 3' Neco Williams 20' Aaron Ramsey 50' (pen.) Ben Davies 77' Connor Roberts 89' |       | 87' Artsjom Kantsavy | Cardiff City Stadium, Cardiff Toeschouwers: 27.152 Scheidsrechter: Maurizio Mariani (ITA) Video-assistent: Michael Fabbri (ITA) |

|                                                                              |                   |       |                     | |
| 16 november WK-kwalificatie Groep E № 685 «onderlinge duels» 19:45 uur (UTC) | Wales             | 1 – 1 | België              | Cardiff City Stadium, Cardiff Toeschouwers: 32.343 Scheidsrechter: Artur Soares Dias (POR) Video-assistent: Luís Godinho (POR) |
| 16 november WK-kwalificatie Groep E № 685 «onderlinge duels» 19:45 uur (UTC) | Kieffer Moore 32' |       | 12' Kevin De Bruyne | Cardiff City Stadium, Cardiff Toeschouwers: 32.343 Scheidsrechter: Artur Soares Dias (POR) Video-assistent: Luís Godinho (POR) |

### 2022
|                                                                             |                                 |       |                       | |
| 24 maart WK-kwalificatie Play-offs № 686 «onderlinge duels» 19:45 uur (UTC) | Wales                           | 2 – 1 | Oostenrijk            | Cardiff City Stadium, Cardiff Toeschouwers: 32.053 Scheidsrechter: Szymon Marciniak (POL) Video-assistent: Tomasz Kwiatkowski (POL) |
| 24 maart WK-kwalificatie Play-offs № 686 «onderlinge duels» 19:45 uur (UTC) | Gareth Bale 25' Gareth Bale 51' |       | 65' (e.d.) Ben Davies | Cardiff City Stadium, Cardiff Toeschouwers: 32.053 Scheidsrechter: Szymon Marciniak (POL) Video-assistent: Tomasz Kwiatkowski (POL) |

|                                                                       |                   |       |                  |                                                                                       |
| 29 maart Vriendschappelijk № 687 «onderlinge duels» 19:45 uur (UTC+1) | Wales             | 1 – 1 | Tsjechië         | Cardiff City Stadium, Cardiff Toeschouwers: 12.900 Scheidsrechter: Paul Tierney (ENG) |
| 29 maart Vriendschappelijk № 687 «onderlinge duels» 19:45 uur (UTC+1) | Rubin Colwill 34' |       | 32' Tomáš Souček | Cardiff City Stadium, Cardiff Toeschouwers: 12.900 Scheidsrechter: Paul Tierney (ENG) |

|                                                                                |                                        |       |                       | |
| 1 juni UEFA Nations League Groep A4 № 688 «onderlinge duels» 18:00 uur (UTC+2) | Polen                                  | 2 – 1 | Wales                 | Stadion Miejski, Wrocław Toeschouwers: 35.214 Scheidsrechter: Rade Obrenovič (SVN) Video-assistent: Nejc Kajtazović (SVN) |
| 1 juni UEFA Nations League Groep A4 № 688 «onderlinge duels» 18:00 uur (UTC+2) | Jakub Kamiński 72' Karol Świderski 85' |       | 52' Jonathan Williams | Stadion Miejski, Wrocław Toeschouwers: 35.214 Scheidsrechter: Rade Obrenovič (SVN) Video-assistent: Nejc Kajtazović (SVN) |

|                                                                             |                 |       |          | |
| 5 juni WK-kwalificatie Play-offs № 689 «onderlinge duels» 17:00 uur (UTC+1) | Wales           | 1 – 0 | Oekraïne | Cardiff City Stadium, Cardiff Toeschouwers: 33.280 Scheidsrechter: Antonio Mateu Lahoz (ESP) Video-assistent: Juan Martínez Munuera (ESP) |
| 5 juni WK-kwalificatie Play-offs № 689 «onderlinge duels» 17:00 uur (UTC+1) | Gareth Bale 34' |       |          | Cardiff City Stadium, Cardiff Toeschouwers: 33.280 Scheidsrechter: Antonio Mateu Lahoz (ESP) Video-assistent: Juan Martínez Munuera (ESP) |

|                                                                                |                              |       |                                          | |
| 8 juni UEFA Nations League Groep A4 № 690 «onderlinge duels» 19:45 uur (UTC+1) | Wales                        | 1 – 2 | Nederland                                | Cardiff City Stadium, Cardiff Toeschouwers: 23.395 Scheidsrechter: Glenn Nyberg (SWE) Video-assistent: Paweł Raczkowski (POL) |
| 8 juni UEFA Nations League Groep A4 № 690 «onderlinge duels» 19:45 uur (UTC+1) | Rhys Norrington-Davies 90+2' |       | 50' Teun Koopmeiners 90+4' Wout Weghorst | Cardiff City Stadium, Cardiff Toeschouwers: 23.395 Scheidsrechter: Glenn Nyberg (SWE) Video-assistent: Paweł Raczkowski (POL) |

|                                                                                 |                     |       |                     | |
| 11 juni UEFA Nations League Groep A4 № 691 «onderlinge duels» 19:45 uur (UTC+1) | Wales               | 1 – 1 | België              | Cardiff City Stadium, Cardiff Toeschouwers: 27.188 Scheidsrechter: Benoît Bastien (FRA) Video-assistent: Benoît Millot (FRA) |
| 11 juni UEFA Nations League Groep A4 № 691 «onderlinge duels» 19:45 uur (UTC+1) | Brennan Johnson 86' |       | 51' Youri Tielemans | Cardiff City Stadium, Cardiff Toeschouwers: 27.188 Scheidsrechter: Benoît Bastien (FRA) Video-assistent: Benoît Millot (FRA) |

|                                                                                 |                                                 |       |                                              | |
| 14 juni UEFA Nations League Groep A4 № 692 «onderlinge duels» 20:45 uur (UTC+2) | Nederland                                       | 3 – 2 | Wales                                        | Stadion Feijenoord, Rotterdam Toeschouwers: 37.246 Scheidsrechter: Horațiu Feșnic (ROU) Video-assistent: Maurizio Mariani (ITA) |
| 14 juni UEFA Nations League Groep A4 № 692 «onderlinge duels» 20:45 uur (UTC+2) | Noa Lang 17' Cody Gakpo 23' Memphis Depay 90+3' |       | 26' Brennan Johnson 90+2' (pen.) Gareth Bale | Stadion Feijenoord, Rotterdam Toeschouwers: 37.246 Scheidsrechter: Horațiu Feșnic (ROU) Video-assistent: Maurizio Mariani (ITA) |

|                                                                                      |                                         |       |                   | |
| 22 september UEFA Nations League Groep A4 № 693 «onderlinge duels» 20:45 uur (UTC+2) | België                                  | 2 – 1 | Wales             | Koning Boudewijnstadion, Brussel Toeschouwers: 28.463 Scheidsrechter: Ali Palabıyık (TUR) Video-assistent: Mete Kalkavan (TUR) |
| 22 september UEFA Nations League Groep A4 № 693 «onderlinge duels» 20:45 uur (UTC+2) | Kevin De Bruyne 10' Michy Batshuayi 37' |       | 50' Kieffer Moore | Koning Boudewijnstadion, Brussel Toeschouwers: 28.463 Scheidsrechter: Ali Palabıyık (TUR) Video-assistent: Mete Kalkavan (TUR) |

|                                                                                      |       |                     |       | |
| 25 september UEFA Nations League Groep A4 № 694 «onderlinge duels» 19:45 uur (UTC+1) | Wales | 0 – 1               | Polen | Cardiff City Stadium, Cardiff Toeschouwers: 31.520 Scheidsrechter: Andris Treimanis (LVA) Video-assistent: Paolo Valeri (ITA) |
| 25 september UEFA Nations League Groep A4 № 694 «onderlinge duels» 19:45 uur (UTC+1) |       | 58' Karol Świderski |       | Cardiff City Stadium, Cardiff Toeschouwers: 31.520 Scheidsrechter: Andris Treimanis (LVA) Video-assistent: Paolo Valeri (ITA) |

| Wereldkampioenschap voetbal 2022 |
| -------------------------------- |

|                                                                        |                  |         |                        | |
| 21 november WK 2022 Groep B № 695 «onderlinge duels» 22:00 uur (UTC+3) | Verenigde Staten | 1 – 1   | Wales                  | Ahmed bin Alistadion, Ar Rayyan Toeschouwers: 43.418 Scheidsrechter: Abdulrahman Al-Jassim (QAT) Video-assistent: Abdulla Al-Marri (QAT) |
| 21 november WK 2022 Groep B № 695 «onderlinge duels» 22:00 uur (UTC+3) | Timothy Weah 36' | Verslag | 82' (pen.) Gareth Bale | Ahmed bin Alistadion, Ar Rayyan Toeschouwers: 43.418 Scheidsrechter: Abdulrahman Al-Jassim (QAT) Video-assistent: Abdulla Al-Marri (QAT) |

|                                                                        |       |         |                                             | |
| 25 november WK 2022 Groep B № 696 «onderlinge duels» 13:00 uur (UTC+3) | Wales | 0 – 2   | Iran                                        | Ahmed bin Alistadion, Ar Rayyan Toeschouwers: 40.875 Scheidsrechter: Mario Escobar (GUA) Video-assistent: Drew Fischer (CAN) |
| 25 november WK 2022 Groep B № 696 «onderlinge duels» 13:00 uur (UTC+3) |       | Verslag | 90+8' Rouzbeh Cheshmi 90+11' Ramin Rezaeian | Ahmed bin Alistadion, Ar Rayyan Toeschouwers: 40.875 Scheidsrechter: Mario Escobar (GUA) Video-assistent: Drew Fischer (CAN) |

|                                                                        |       |         |                                                        | |
| 29 november WK 2022 Groep B № 697 «onderlinge duels» 22:00 uur (UTC+3) | Wales | 0 – 3   | Engeland                                               | Ahmed bin Alistadion, Ar Rayyan Toeschouwers: 44.297 Scheidsrechter: Slavko Vinčić (SVN) Video-assistent: Marco Fritz (GER) |
| 29 november WK 2022 Groep B № 697 «onderlinge duels» 22:00 uur (UTC+3) |       | Verslag | 50' Marcus Rashford 51' Phil Foden 68' Marcus Rashford | Ahmed bin Alistadion, Ar Rayyan Toeschouwers: 44.297 Scheidsrechter: Slavko Vinčić (SVN) Video-assistent: Marco Fritz (GER) |

|  |  |  |  |  |  |  |  |  |

### 2023
|                                                                             |                     |       |                        | |
| 25 maart EK-kwalificatie Groep D № 698 «onderlinge duels» 20:45 uur (UTC+1) | Kroatië             | 1 – 1 | Wales                  | Poljudstadion, Split Toeschouwers: 33.474 Scheidsrechter: João Pinheiro (POR) Video-assistent: Tiago Martins (POR) |
| 25 maart EK-kwalificatie Groep D № 698 «onderlinge duels» 20:45 uur (UTC+1) | Andrej Kramarić 28' |       | 90+3' Nathan Broadhead | Poljudstadion, Split Toeschouwers: 33.474 Scheidsrechter: João Pinheiro (POR) Video-assistent: Tiago Martins (POR) |

|                                                                             |                   |       |         | |
| 28 maart EK-kwalificatie Groep D № 699 «onderlinge duels» 19:45 uur (UTC+1) | Wales             | 1 – 0 | Letland | Cardiff City Stadium, Cardiff Toeschouwers: 32.806 Scheidsrechter: Giorgi Kroeasjvili (GEO) Video-assistent: Paolo Valeri (ITA) |
| 28 maart EK-kwalificatie Groep D № 699 «onderlinge duels» 19:45 uur (UTC+1) | Kieffer Moore 41' |       |         | Cardiff City Stadium, Cardiff Toeschouwers: 32.806 Scheidsrechter: Giorgi Kroeasjvili (GEO) Video-assistent: Paolo Valeri (ITA) |

|                                                                            |                                   |       |                                                                                   | |
| 16 juni EK-kwalificatie Groep D № 700 «onderlinge duels» 19:45 uur (UTC+1) | Wales                             | 2 – 4 | Armenië                                                                           | Cardiff City Stadium, Cardiff Toeschouwers: 32.774 Scheidsrechter: Georgi Kabakov (BUL) Video-assistent: Dragomir Draganov (BUL) |
| 16 juni EK-kwalificatie Groep D № 700 «onderlinge duels» 19:45 uur (UTC+1) | Daniel James 10' Harry Wilson 72' |       | 19' Lucas Zelarayán 30' Grant-Leon Ranos 66' Grant-Leon Ranos 75' Lucas Zelarayán | Cardiff City Stadium, Cardiff Toeschouwers: 32.774 Scheidsrechter: Georgi Kabakov (BUL) Video-assistent: Dragomir Draganov (BUL) |

|                                                                            |                               |       |       | |
| 19 juni EK-kwalificatie Groep D № 701 «onderlinge duels» 21:45 uur (UTC+3) | Turkije                       | 2 – 0 | Wales | Samsun 19 mei-stadion, Samsun Toeschouwers: 28.766 Scheidsrechter: Fabio Maresca (ITA) Video-assistent: Massimiliano Irrati (ITA) |
| 19 juni EK-kwalificatie Groep D № 701 «onderlinge duels» 21:45 uur (UTC+3) | Umut Nayir 72' Arda Güler 80' |       |       | Samsun 19 mei-stadion, Samsun Toeschouwers: 28.766 Scheidsrechter: Fabio Maresca (ITA) Video-assistent: Massimiliano Irrati (ITA) |

|                                                                          |       |       |            |                                                                                         |
| 7 september Vriendschappelijk № 702 «onderlinge duels» 19:45 uur (UTC+1) | Wales | 0 – 0 | Zuid-Korea | Cardiff City Stadium, Cardiff Toeschouwers: 13.668 Scheidsrechter: William Collum (SCO) |
| 7 september Vriendschappelijk № 702 «onderlinge duels» 19:45 uur (UTC+1) |       |       |            | Cardiff City Stadium, Cardiff Toeschouwers: 13.668 Scheidsrechter: William Collum (SCO) |

|                                                                                 |         |                                            |       | |
| 11 september EK-kwalificatie Groep D № 703 «onderlinge duels» 21:45 uur (UTC+3) | Letland | 0 – 2                                      | Wales | Skontostadion, Riga Toeschouwers: 6.464 Scheidsrechter: Michal Ocenáš (SVK) Video-assistent: Aleandro Di Paolo (ITA) |
| 11 september EK-kwalificatie Groep D № 703 «onderlinge duels» 21:45 uur (UTC+3) |         | 29' (pen.) Aaron Ramsey 90+6' David Brooks |       | Skontostadion, Riga Toeschouwers: 6.464 Scheidsrechter: Michal Ocenáš (SVK) Video-assistent: Aleandro Di Paolo (ITA) |

|                                                                         |                                                                         |       |           |                                                                                       |
| 11 oktober Vriendschappelijk № 704 «onderlinge duels» 19:45 uur (UTC+1) | Wales                                                                   | 4 – 0 | Gibraltar | Racecourse Ground, Wrexham Toeschouwers: 10.008 Scheidsrechter: Philip Farrugia (MLT) |
| 11 oktober Vriendschappelijk № 704 «onderlinge duels» 19:45 uur (UTC+1) | Ben Davies 23' Kieffer Moore 26' Nathan Broadhead 35' Kieffer Moore 45' |       |           | Racecourse Ground, Wrexham Toeschouwers: 10.008 Scheidsrechter: Philip Farrugia (MLT) |

|                                                                               |                                   |       |                   | |
| 15 oktober EK-kwalificatie Groep D № 705 «onderlinge duels» 19:45 uur (UTC+1) | Wales                             | 2 – 1 | Kroatië           | Cardiff City Stadium, Cardiff Toeschouwers: 31.240 Scheidsrechter: Davide Massa (ITA) Video-assistent: Marco Di Bello (ITA) |
| 15 oktober EK-kwalificatie Groep D № 705 «onderlinge duels» 19:45 uur (UTC+1) | Harry Wilson 47' Harry Wilson 60' |       | 75' Mario Pašalić | Cardiff City Stadium, Cardiff Toeschouwers: 31.240 Scheidsrechter: Davide Massa (ITA) Video-assistent: Marco Di Bello (ITA) |

|                                                                                |                    |       |                             | |
| 18 november EK-kwalificatie Groep D № 706 «onderlinge duels» 18:00 uur (UTC+4) | Armenië            | 1 – 1 | Wales                       | Republikeins Stadion Vazgen Sargsian, Jerevan Toeschouwers: 14.271 Scheidsrechter: Benoît Bastien (FRA) Video-assistent: Benoît Millot (FRA) |
| 18 november EK-kwalificatie Groep D № 706 «onderlinge duels» 18:00 uur (UTC+4) | Lucas Zelarayán 5' |       | 45+2' (e.d.) Nair Tiknizjan | Republikeins Stadion Vazgen Sargsian, Jerevan Toeschouwers: 14.271 Scheidsrechter: Benoît Bastien (FRA) Video-assistent: Benoît Millot (FRA) |

|                                                                              |                  |       |                         | |
| 21 november EK-kwalificatie Groep D № 707 «onderlinge duels» 19:45 uur (UTC) | Wales            | 1 – 1 | Turkije                 | Cardiff City Stadium, Cardiff Toeschouwers: 32.291 Scheidsrechter: Matej Jug (SVN) Video-assistent: Nejc Kajtazović (SVN) |
| 21 november EK-kwalificatie Groep D № 707 «onderlinge duels» 19:45 uur (UTC) | Neco Williams 7' |       | 70' (pen.) Yusuf Yazıcı | Cardiff City Stadium, Cardiff Toeschouwers: 32.291 Scheidsrechter: Matej Jug (SVN) Video-assistent: Nejc Kajtazović (SVN) |

### 2024
|                                                                            |                                                                        |       |                 | |
| 21 maart EK-kwalificatie Play-off № 708 «onderlinge duels» 19:45 uur (UTC) | Wales                                                                  | 4 – 1 | Finland         | Cardiff City Stadium, Cardiff Toeschouwers: 32.162 Scheidsrechter: István Kovács (ROU) Video-assistent: Marco Fritz (GER) |
| 21 maart EK-kwalificatie Play-off № 708 «onderlinge duels» 19:45 uur (UTC) | David Brooks 3' Neco Williams 38' Brennan Johnson 47' Daniel James 86' |       | 45' Teemu Pukki | Cardiff City Stadium, Cardiff Toeschouwers: 32.162 Scheidsrechter: István Kovács (ROU) Video-assistent: Marco Fritz (GER) |

|                                                                            |                                                                  |              |                                                                                               | |
| 26 maart EK-kwalificatie Play-off № 709 «onderlinge duels» 19:45 uur (UTC) | Wales                                                            | 0 – 0 (n.v.) | Polen                                                                                         | Cardiff City Stadium, Cardiff Toeschouwers: 31.876 Scheidsrechter: Daniele Orsato (ITA) Video-assistent: Massimiliano Irrati (ITA) |
| 26 maart EK-kwalificatie Play-off № 709 «onderlinge duels» 19:45 uur (UTC) |                                                                  |              |                                                                                               | Cardiff City Stadium, Cardiff Toeschouwers: 31.876 Scheidsrechter: Daniele Orsato (ITA) Video-assistent: Massimiliano Irrati (ITA) |
| 26 maart EK-kwalificatie Play-off № 709 «onderlinge duels» 19:45 uur (UTC) | Strafschoppen                                                    |              |                                                                                               | Cardiff City Stadium, Cardiff Toeschouwers: 31.876 Scheidsrechter: Daniele Orsato (ITA) Video-assistent: Massimiliano Irrati (ITA) |
| 26 maart EK-kwalificatie Play-off № 709 «onderlinge duels» 19:45 uur (UTC) | Ben Davies Kieffer Moore Harry Wilson Neco Williams Daniel James | 4 – 5        | Robert Lewandowski Sebastian Szymański Przemysław Frankowski Nicola Zalewski Krzysztof Piątek | Cardiff City Stadium, Cardiff Toeschouwers: 31.876 Scheidsrechter: Daniele Orsato (ITA) Video-assistent: Massimiliano Irrati (ITA) |

|                                                                     |           |       |       |                                                                               |
| 6 juni Vriendschappelijk № 710 «onderlinge duels» 19:45 uur (UTC+1) | Gibraltar | 0 – 0 | Wales | Estádio Algarve, Loulé Toeschouwers: 900 Scheidsrechter: Jamie Robinson (NIR) |
| 6 juni Vriendschappelijk № 710 «onderlinge duels» 19:45 uur (UTC+1) |           |       |       | Estádio Algarve, Loulé Toeschouwers: 900 Scheidsrechter: Jamie Robinson (NIR) |

|                                                                     |                                                                               |       |       |                                                                                                |
| 9 juni Vriendschappelijk № 711 «onderlinge duels» 20:45 uur (UTC+2) | Slowakije                                                                     | 4 – 0 | Wales | Štadión Antona Malatinského, Trnava Toeschouwers: 6.348 Scheidsrechter: Daniel Stefański (POL) |
| 9 juni Vriendschappelijk № 711 «onderlinge duels» 20:45 uur (UTC+2) | Juraj Kucka 45' Róbert Boženík 56' Ethan Ampadu 60' (e.d.) László Bénes 90+1' |       |       | Štadión Antona Malatinského, Trnava Toeschouwers: 6.348 Scheidsrechter: Daniel Stefański (POL) |

|                                                                                     |       |       |         | |
| 6 september UEFA Nations League Groep B4 № 712 «onderlinge duels» 19:45 uur (UTC+1) | Wales | 0 – 0 | Turkije | Cardiff City Stadium, Cardiff Toeschouwers: 28.625 Scheidsrechter: Rohit Saggi (NOR) Video-assistent: Carlos del Cerro Grande (ESP) |
| 6 september UEFA Nations League Groep B4 № 712 «onderlinge duels» 19:45 uur (UTC+1) |       |       |         | Cardiff City Stadium, Cardiff Toeschouwers: 28.625 Scheidsrechter: Rohit Saggi (NOR) Video-assistent: Carlos del Cerro Grande (ESP) |

|                                                                                     |                  |       |                                  | |
| 9 september UEFA Nations League Groep B4 № 713 «onderlinge duels» 20:45 uur (UTC+2) | Montenegro       | 1 – 2 | Wales                            | Stadion Gradski, Nikšić Toeschouwers: 3.569 Scheidsrechter: Georgi Kabakov (BUL) Video-assistent: Dragomir Draganov (BUL) |
| 9 september UEFA Nations League Groep B4 № 713 «onderlinge duels» 20:45 uur (UTC+2) | Driton Camaj 73' |       | 1' Kieffer Moore 3' Harry Wilson | Stadion Gradski, Nikšić Toeschouwers: 3.569 Scheidsrechter: Georgi Kabakov (BUL) Video-assistent: Dragomir Draganov (BUL) |

|                                                                                  |                                         |       |                                      | |
| 11 oktober UEFA Nations League Groep B4 № 714 «onderlinge duels» 18:45 uur (UTC) | IJsland                                 | 2 – 2 | Wales                                | Laugardalsvöllur, Reykjavik Toeschouwers: 6.141 Scheidsrechter: Antoni Bandić (BIH) Video-assistent: Fran Jović (CRO) |
| 11 oktober UEFA Nations League Groep B4 № 714 «onderlinge duels» 18:45 uur (UTC) | Logi Tómasson 69' Danny Ward 72' (e.d.) |       | 11' Brennan Johnson 29' Harry Wilson | Laugardalsvöllur, Reykjavik Toeschouwers: 6.141 Scheidsrechter: Antoni Bandić (BIH) Video-assistent: Fran Jović (CRO) |

|                                                                                    |                         |       |            | |
| 14 oktober UEFA Nations League Groep B4 № 715 «onderlinge duels» 19:45 uur (UTC+1) | Wales                   | 1 – 0 | Montenegro | Cardiff City Stadium, Cardiff Toeschouwers: 27.326 Scheidsrechter: Filip Glova (SVK) Video-assistent: Michal Očenáš (SVK) |
| 14 oktober UEFA Nations League Groep B4 № 715 «onderlinge duels» 19:45 uur (UTC+1) | Harry Wilson 36' (pen.) |       |            | Cardiff City Stadium, Cardiff Toeschouwers: 27.326 Scheidsrechter: Filip Glova (SVK) Video-assistent: Michal Očenáš (SVK) |

|                                                                                     |         |       |       | |
| 16 november UEFA Nations League Groep B4 № 716 «onderlinge duels» 20:00 uur (UTC+3) | Turkije | 0 – 0 | Wales | Kayseri Kadir Hasstadion, Kayseri Toeschouwers: 28.812 Scheidsrechter: Juan Martínez Munuera (ESP) Video-assistent: Alejandro Hernández (ESP) |
| 16 november UEFA Nations League Groep B4 № 716 «onderlinge duels» 20:00 uur (UTC+3) |         |       |       | Kayseri Kadir Hasstadion, Kayseri Toeschouwers: 28.812 Scheidsrechter: Juan Martínez Munuera (ESP) Video-assistent: Alejandro Hernández (ESP) |

|                                                                                   |                                                                        |       |                     | |
| 19 november UEFA Nations League Groep B4 № 717 «onderlinge duels» 19:45 uur (UTC) | Wales                                                                  | 4 – 1 | IJsland             | Cardiff City Stadium, Cardiff Toeschouwers: 28.240 Scheidsrechter: António Nobre (POR) Video-assistent: Fábio Melo (POR) |
| 19 november UEFA Nations League Groep B4 № 717 «onderlinge duels» 19:45 uur (UTC) | Liam Cullen 32' Liam Cullen 45+1' Brennan Johnson 65' Harry Wilson 79' |       | 8' Andri Guðjohnsen | Cardiff City Stadium, Cardiff Toeschouwers: 28.240 Scheidsrechter: António Nobre (POR) Video-assistent: Fábio Melo (POR) |

### 2025
|                                                                           |                                                    |       |                              | |
| 22 maart WK-kwalificatie Groep J № 718 «onderlinge duels» 19:45 uur (UTC) | Wales                                              | 3 – 1 | Kazachstan                   | Cardiff City Stadium, Cardiff Toeschouwers: 32.473 Scheidsrechter: Donatas Rumšas (LTU) Video-assistent: Donatas Šimėnas (LTU) |
| 22 maart WK-kwalificatie Groep J № 718 «onderlinge duels» 19:45 uur (UTC) | Daniel James 9' Ben Davies 47' Rabbi Matondo 90+1' |       | 32' (pen.) Aschat Tagybergen | Cardiff City Stadium, Cardiff Toeschouwers: 32.473 Scheidsrechter: Donatas Rumšas (LTU) Video-assistent: Donatas Šimėnas (LTU) |

|                                                                             |                     |       |                    | |
| 25 maart WK-kwalificatie Groep J № 719 «onderlinge duels» 20:45 uur (UTC+1) | Noord-Macedonië     | 1 – 1 | Wales              | Toše Proeskiarena, Skopje Toeschouwers: 23.114 Scheidsrechter: Jérôme Brisard (FRA) Video-assistent: Bastien Dechepy (FRA) |
| 25 maart WK-kwalificatie Groep J № 719 «onderlinge duels» 20:45 uur (UTC+1) | Bojan Miovski 90+1' |       | 90+6' David Brooks | Toše Proeskiarena, Skopje Toeschouwers: 23.114 Scheidsrechter: Jérôme Brisard (FRA) Video-assistent: Bastien Dechepy (FRA) |

|                                                                           |                                                  |       |               | |
| 6 juni WK-kwalificatie Groep J № 720 «onderlinge duels» 19:45 uur (UTC+1) | Wales                                            | 3 – 0 | Liechtenstein | Cardiff City Stadium, Cardiff Toeschouwers: 30.646 Scheidsrechter: Anastasios Papapetrou (GRE) Video-assistent: Athanasios Tzilos (GRE) |
| 6 juni WK-kwalificatie Groep J № 720 «onderlinge duels» 19:45 uur (UTC+1) | Joe Rodon 40' Harry Wilson 65' Kieffer Moore 69' |       |               | Cardiff City Stadium, Cardiff Toeschouwers: 30.646 Scheidsrechter: Anastasios Papapetrou (GRE) Video-assistent: Athanasios Tzilos (GRE) |

|                                                                           |        |   |       | |
| 9 juni WK-kwalificatie Groep J № 721 «onderlinge duels» 20:45 uur (UTC+2) | België | – | Wales | Koning Boudewijnstadion, Brussel Toeschouwers: n.n.b. Scheidsrechter: Irfan Peljto (BIH) Video-assistent: Alen Borošak (SVN) |
| 9 juni WK-kwalificatie Groep J № 721 «onderlinge duels» 20:45 uur (UTC+2) |        |   |       | Koning Boudewijnstadion, Brussel Toeschouwers: n.n.b. Scheidsrechter: Irfan Peljto (BIH) Video-assistent: Alen Borošak (SVN) |

|                                                                                |            |   |       |                                                    |
| 4 september WK-kwalificatie Groep J № 722 «onderlinge duels» 19:00 uur (UTC+5) | Kazachstan | – | Wales | n.n.b. Toeschouwers: n.n.b. Scheidsrechter: n.n.b. |
| 4 september WK-kwalificatie Groep J № 722 «onderlinge duels» 19:00 uur (UTC+5) |            |   |       | n.n.b. Toeschouwers: n.n.b. Scheidsrechter: n.n.b. |

|                                                                          |       |   |        |                                                                          |
| 9 september Vriendschappelijk № 723 «onderlinge duels» 19:45 uur (UTC+1) | Wales | – | Canada | Swansea.com Stadium, Swansea Toeschouwers: n.n.b. Scheidsrechter: n.n.b. |
| 9 september Vriendschappelijk № 723 «onderlinge duels» 19:45 uur (UTC+1) |       |   |        | Swansea.com Stadium, Swansea Toeschouwers: n.n.b. Scheidsrechter: n.n.b. |

|                                                                        |          |   |       |                                                                     |
| 9 oktober Vriendschappelijk № 724 «onderlinge duels» 19:45 uur (UTC+1) | Engeland | – | Wales | Wembley Stadium, Londen Toeschouwers: n.n.b. Scheidsrechter: n.n.b. |
| 9 oktober Vriendschappelijk № 724 «onderlinge duels» 19:45 uur (UTC+1) |          |   |       | Wembley Stadium, Londen Toeschouwers: n.n.b. Scheidsrechter: n.n.b. |

|                                                                               |       |   |        |                                                    |
| 13 oktober WK-kwalificatie Groep J № 725 «onderlinge duels» 19:45 uur (UTC+1) | Wales | – | België | n.n.b. Toeschouwers: n.n.b. Scheidsrechter: n.n.b. |
| 13 oktober WK-kwalificatie Groep J № 725 «onderlinge duels» 19:45 uur (UTC+1) |       |   |        | n.n.b. Toeschouwers: n.n.b. Scheidsrechter: n.n.b. |

|                                                                                |               |   |       |                                                                     |
| 15 november WK-kwalificatie Groep J № 726 «onderlinge duels» 18:00 uur (UTC+1) | Liechtenstein | – | Wales | Rheinparkstadion, Vaduz Toeschouwers: n.n.b. Scheidsrechter: n.n.b. |
| 15 november WK-kwalificatie Groep J № 726 «onderlinge duels» 18:00 uur (UTC+1) |               |   |       | Rheinparkstadion, Vaduz Toeschouwers: n.n.b. Scheidsrechter: n.n.b. |

|                                                                              |       |   |                 |                                                    |
| 18 november WK-kwalificatie Groep J № 727 «onderlinge duels» 19:45 uur (UTC) | Wales | – | Noord-Macedonië | n.n.b. Toeschouwers: n.n.b. Scheidsrechter: n.n.b. |
| 18 november WK-kwalificatie Groep J № 727 «onderlinge duels» 19:45 uur (UTC) |       |   |                 | n.n.b. Toeschouwers: n.n.b. Scheidsrechter: n.n.b. |

FAW · A-internationals · Bondscoaches · Statistieken · Welsh vrouwenelftal · Brits olympisch elftal · Wales U21 · Wales U20 · Wales U19 · Wales U18 · Wales U17 · Wales U16
1876 – 1899 ·
1900 – 1919 ·
1920 – 1929 ·
1930 – 1939 ·
1940 – 1949 ·
1950 – 1959 ·
1960 – 1969 ·
1970 – 1979 ·
1980 – 1989 ·
1990 – 1999 ·
2000 – 2009 ·
2010 – 2019 ·
2020 − 2029
EK 2016 · 
EK 2020
WK 1958
1876 · 
1877 · 
1878 · 
1879 · 
1880 · 
1881 · 
1882 · 
1883 · 
1884 · 
1885 · 
1886 · 
1887 · 
1888 · 
1889 · 
1890 · 
1891 · 
1892 · 
1893 · 
1894 · 
1895 · 
1896 · 
1897 · 
1898 · 
1899 · 
1900 · 
1901 · 
1902 · 
1903 · 
1904 · 
1905 · 
1906 · 
1907 · 
1908 · 
1909 · 
1910 · 
1911 · 
1912 · 
1913 · 
1914 · 
1915 · 1916 · 1917 · 1918 · 1919 · 
1920 · 
1921 · 
1922 · 
1923 · 
1924 · 
1925 · 
1926 · 
1927 · 
1928 · 
1929 · 
1930 · 
1931 · 
1932 · 
1933 · 
1934 · 
1935 · 
1936 · 
1937 · 
1938 · 
1939 · 
1940 · 1941 · 1942 · 1943 · 1944 · 1945 · 
1946 · 
1947 · 
1948 · 
1949 · 
1950 · 
1952 · 
1952 · 
1953 · 
1954 · 
1955 · 
1956 · 
1957 · 
1958 · 
1959 · 
1960 · 
1961 · 
1962 · 
1963 · 
1964 · 
1965 · 
1966 · 
1967 · 
1968 · 
1969 · 
1970 · 
1971 · 
1972 · 
1973 · 
1974 · 
1975 · 
1976 · 
1977 · 
1978 · 
1979 · 
1980 · 
1981 · 
1982 · 
1983 · 
1984 · 
1985 · 
1986 · 
1987 · 
1988 · 
1989 · 
1990 · 
1991 · 
1992 · 
1993 · 
1994 · 
1995 · 
1996 · 
1997 · 
1998 · 
1999 · 
2000 · 
2001 · 
2002 · 
2003 · 
2004 · 
2005 · 
2006 · 
2007 · 
2008 · 
2009 · 
2010 · 
2011 · 
2012 · 
2013 · 
2014 · 
2015 · 
2016 · 
2017 ·
2018 ·
2019 ·
2020 ·
2021 ·
2022 ·
2023
Albanië ·
Andorra ·
Argentinië ·
Armenië ·
Australië ·
Azerbeidzjan ·
België ·
Bosnië en Herzegovina ·
Brazilië ·
Bulgarije ·
Canada ·
Chili ·
China ·
Costa Rica ·
Cyprus ·
DDR ·
Denemarken ·
Duitsland ·
Engeland ·
Estland ·
Faeröer ·
Finland ·
Frankrijk ·
Georgië ·
Gibraltar ·
Griekenland ·
Hongarije ·
Ierland ·
IJsland ·
Iran ·
Israël ·
Italië ·
Jamaica ·
Japan ·
Joegoslavië ·
Kazachstan ·
Koeweit ·
Kroatië ·
Letland ·
Liechtenstein ·
Luxemburg ·
Malta ·
Mexico ·
Moldavië ·
Montenegro ·
Nederland ·
Nieuw-Zeeland ·
Noord-Ierland ·
Noord-Macedonië ·
Noorwegen ·
Oekraïne ·
Oostenrijk ·
Panama ·
Paraguay ·
Polen ·
Portugal · 
Qatar ·
Roemenië ·
Rusland ·
San Marino ·
Saoedi-Arabië ·
Schotland ·
Servië ·
Servië en Montenegro ·
Slovenië ·
Slowakije ·
Sovjet-Unie ·
Spanje ·
Trinidad & Tobago ·
Tsjechië ·
Tsjecho-Slowakije ·
Tunesië ·
Turkije ·
Uruguay ·
Verenigde Staten ·
Wit-Rusland ·
Zuid-Korea ·
Zweden ·
Zwitserland
Engeland (2016) · 
Denemarken (2021) · 
Italië (2021) · 
Rusland (2016) ·
Slowakije (2016) · 
Turkije (2021) · 
Zwitserland (2021)
CONMEBOL: Argentinië · Bolivia · Brazilië · Chili · Colombia · Ecuador · Paraguay · Peru · Uruguay · Venezuela

UEFA: Albanië · Andorra · Armenië · Azerbeidzjan · België · Bosnië en Herzegovina · Bulgarije · Cyprus · Denemarken · Duitsland · Engeland · Estland · Faeröer · Finland · Frankrijk · Georgië · Gibraltar · Griekenland · Hongarije · IJsland · Ierland · Israël · Italië · Kazachstan · Kosovo · Kroatië · Letland · Liechtenstein · Litouwen · Luxemburg · Malta · Moldavië · Montenegro · Nederland · Noord-Ierland · Noord-Macedonië · Noorwegen · Oekraïne · Oostenrijk · Polen · Portugal · Roemenië · Rusland · San Marino · Schotland · Servië · Slovenië · Slowakije · Spanje · Tsjechië · Turkije · Wales · Wit-Rusland · Zweden · Zwitserland

AFC: Australië · China · Irak · Iran · Japan · Libanon · Oezbekistan · Oman · Qatar · Saoedi-Arabië · Syrië · Verenigde Arabische Emiraten · Vietnam · Zuid-Korea

CAF: Algerije · Burkina Faso · Congo-Kinshasa · Egypte · Ghana · Ivoorkust · Kaapverdië · Kameroen · Mali · Marokko · Nigeria · Senegal · Tunesië · Zuid-Afrika

CONCACAF: Canada · Costa Rica · Curaçao · El Salvador · Honduras · Jamaica · Mexico · Panama · Suriname · Verenigde Staten

OFC: Nieuw-Zeeland